# Lycodon semicarinatus
Espèce
Synonymes
- Eumesodon semicarinatus Cope, 1860
- Dinodon semicarinatum (Cope, 1860)
- Lepidocephalus fasciatus Hallowell, 1860

Lycodon semicarinatus est une espèce de serpents de la famille des Colubridae.

## Répartition
Cette espèce est endémique de l'archipel Nansei au Japon. Elle se rencontre sur les îles d'Okinawa et d'Amami-Ōshima.

## Description
Dans sa description Cope indique que cette espèce mesure environ 94 cm dont 22 cm pour la queue. Son dos est brun jaunâtre et présente 42 grandes taches noires. Sa tête est brun noirâtre, couleur qui se fond dans la première tache de son dos. Sa face ventrale est brun jaunâtre.

## Publication originale
- Cope, 1860 : Catalogue of the Colubridae in the Museum of the Academy of Natural Sciences of Philadelphia, with notes and descriptions of new species. Part 2. Proceedings of the Academy of Natural Sciences of Philadelphia, vol. 12, p. 241-266 (texte intégral).